# Россия. Кремль. Путин. 25 лет
«Россия. Кремль. Путин. 25 лет» — документальный фильм Саиды Медведевой, Павла Зарубина и Татьяны Саломадиной. Вышел в эфир на телеканале «Россия» 4 мая 2025 года и был приурочен к 25-летию первой инаугурации Владимира Путина.

## Сюжет
В основу фильма легли съёмки, сделанные 26 марта 2025 года — ровно 25 лет после победы Владимира Путина на первых президентских выборах. Полуторачасовая лента представляет собой серию бесед с Владимиром Путиным в Кремле, записанных весной 2025 года. Фрагменты интервью чередуются с кадрами из жизни страны, которые, по мнению авторов, демонстрируют успехи России за 25-летнее правление Путина.
В рамках фильма глава государства приглашает журналистов в свою служебную квартиру в Кремле, в которой он проживает с 2022 года, и показывает библиотеку, тренажёрный зал и домовую церковь. Путин упоминает, что в этой квартире он принимал президента США Билла Клинтона, и рассказывает о редких визитах членов своей семьи.

## Ключевые темы

### Внешняя политика
Путин отвечает, почему конфликт на Украине не был начат в 2014 году. По его мнению, страна не была готова к фронтальному противостоянию со всем коллективным Западом". При этом он подчёркивает, что Россия по-прежнему придерживается своих первоначальных целей.

### Преемственность власти
В фильме Путин заявляет, что постоянно думает о том, кто сменит его на посту президента, добавляя: «В конечном счёте выбор за людьми, за российским народом… должен появиться человек, а лучше несколько человек, чтобы у людей был выбор».

### Личное
В картине президент показывает домовую церковь в Кремле и признаётся, что во время захвата террористами Театрального центра на Дубровке в 2002 году «встал здесь на колени и помолился».
Подводя итог 25 лет правления, Путин отмечает: «Я продолжаю дышать одним и тем же воздухом с миллионами граждан России».

## Охват
По данным исследовательской компании Mediascope, документальный фильм собрал у телеэкранов 7,9 млн россиян старше четырёх лет. Доля просмотра составила 21,1 %, что превысило среднюю долю канала «Россия 1» за 4 мая (15,2 %) и показатели других телепередач в том же временном слоте.

## Реакция и критика
Агентство Reuters охарактеризовало фильм как редкую возможность взглянуть на «закрытую жизнь президента России», отметив, что срок пребывания Путина на посту президента является самым долгим со времён Иосифа Сталина. Британское издание The Telegraph считает, что решение Владимира Путина открыть свой кремлёвский дом для журналистов говорит о желании представить себя в более личном свете.
Американский журнал Newsweek назвал фильм «редкой возможностью для интервью» на фоне глобальной напряженности, связав его с дипломатическими переговорами с США. Brussels Signal привлек внимание к высказываниям Путина в связи с предстоящим визитом в Россию председателя КНР Си Цзиньпина, подчеркнув дипломатическую актуальность фильма.
Министерство иностранных дел Болгарии отреагировало на комментарии Путина о расширении НАТО, назвав некоторые заявления «неприемлемыми» и защищая свой суверенный выбор. Министерство иностранных дел Румынии также выступило с разъяснениями своей позиции по вопросу о мерах безопасности, подчеркнув соответствие международному праву.
Медиаэксперт и политтехнолог Аббас Галлямов назвал фильм «попыткой освежить старый контент новой формой».

## Интересные факты
Фильм вызвал всплеск потребительского интереса к кефиру «Эковакино» 3,2% жирности, которым Владимир Путин угощал съёмочную группу. Рязанский завод «Вакинское агро» сообщил, в связи с этим, что готов к увеличению выпуска кисломолочной продукции.